# City of Rockdale
City of Rockdale – jeden z 38 samorządów lokalnych wchodzących w skład aglomeracji Sydney, największego zespołu miejskiego Australii. Formalnie stanowi niezależne miasto, leżące na południe od ścisłego centrum Sydney, nad Zatoką Botaniczną. Liczy 92 126 mieszkańców (2006) i zajmuje powierzchnię 28 km².
Lokalną władzę ustawodawczą stanowi rada miasta składająca się z piętnastu członków, wybieranych z zastosowaniem ordynacji proporcjonalnej w pięciu trójmandatowych okręgach wyborczych. Radni wyłaniają spośród siebie burmistrza i jego zastępcę, którzy kierują egzekutywą.

## Geograficzny podział City of Rockdale
| - Allawah - Arncliffe - Banksia - Bardwell Park - Bardwell Valley - Bexley - Bexley North | - Brighton-Le-Sands - Carlton - Dolls Point - Kingsgrove - Kogarah - Kyeemagh - Monterey | - Ramsgate - Ramsgate Beach - Rockdale - Sandringham - Sans Souci - Turrella - Wolli Creek |

## Galeria

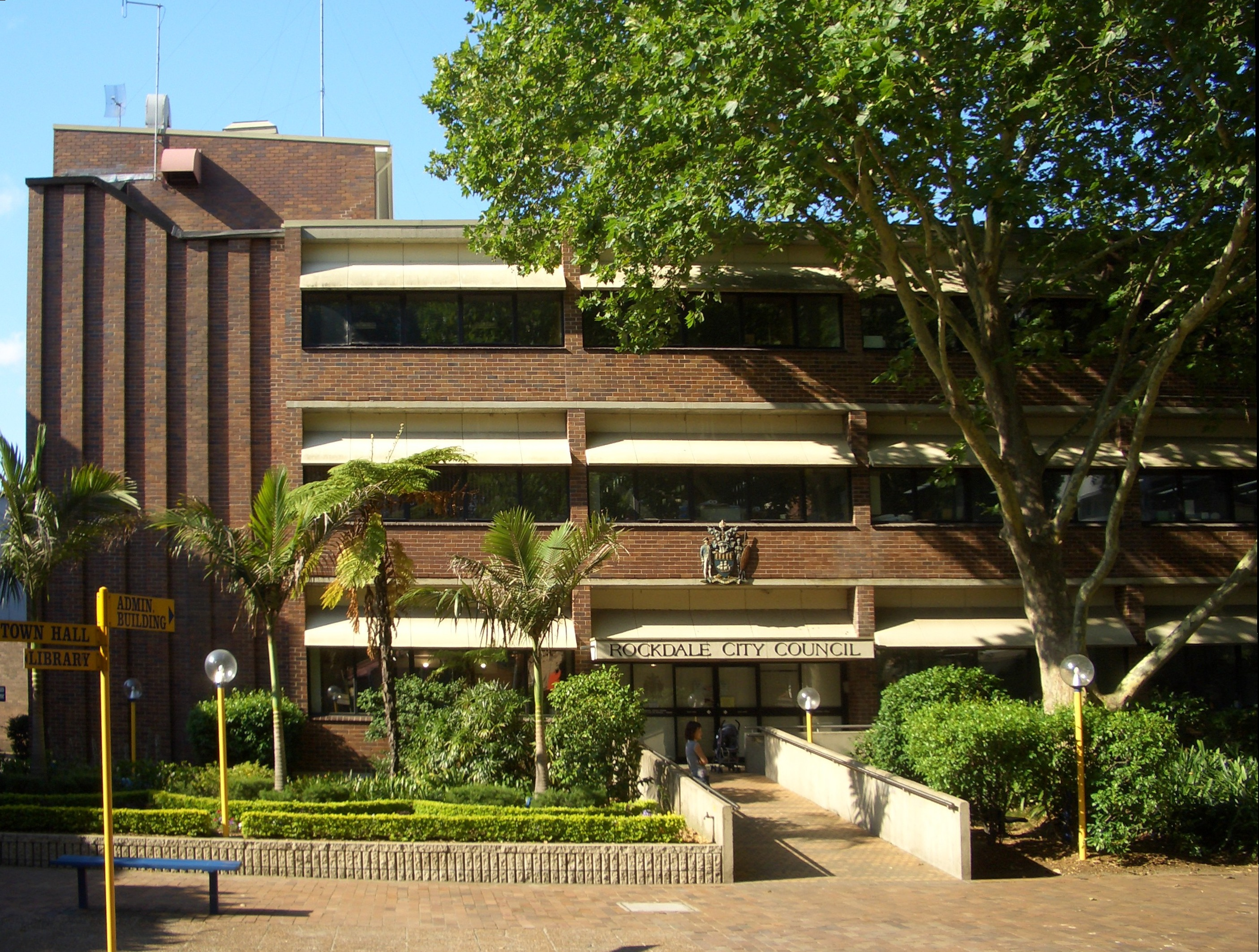
Budynek Rady Miasta
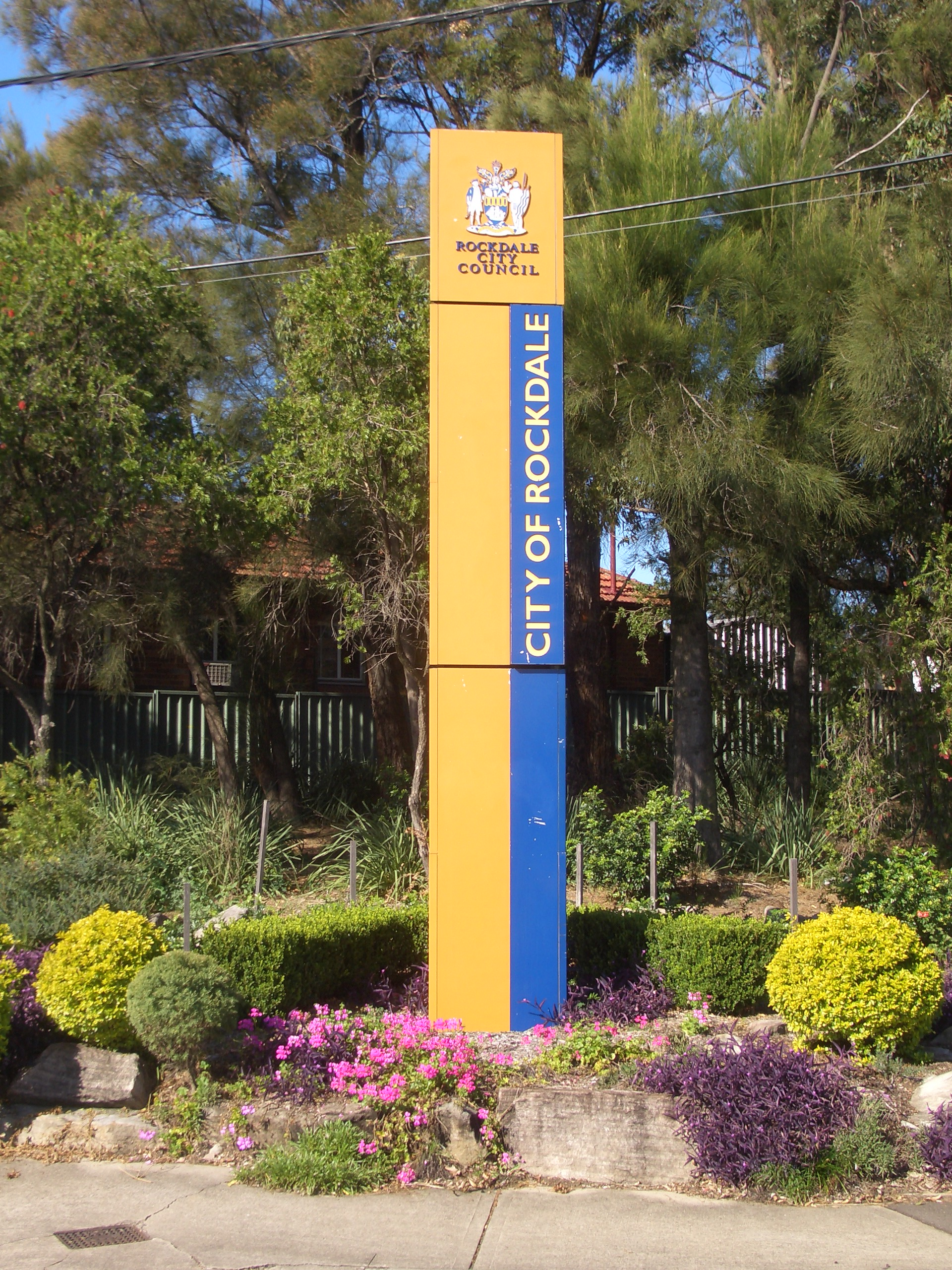
Tablica oznaczająca granicę City of Rockdale
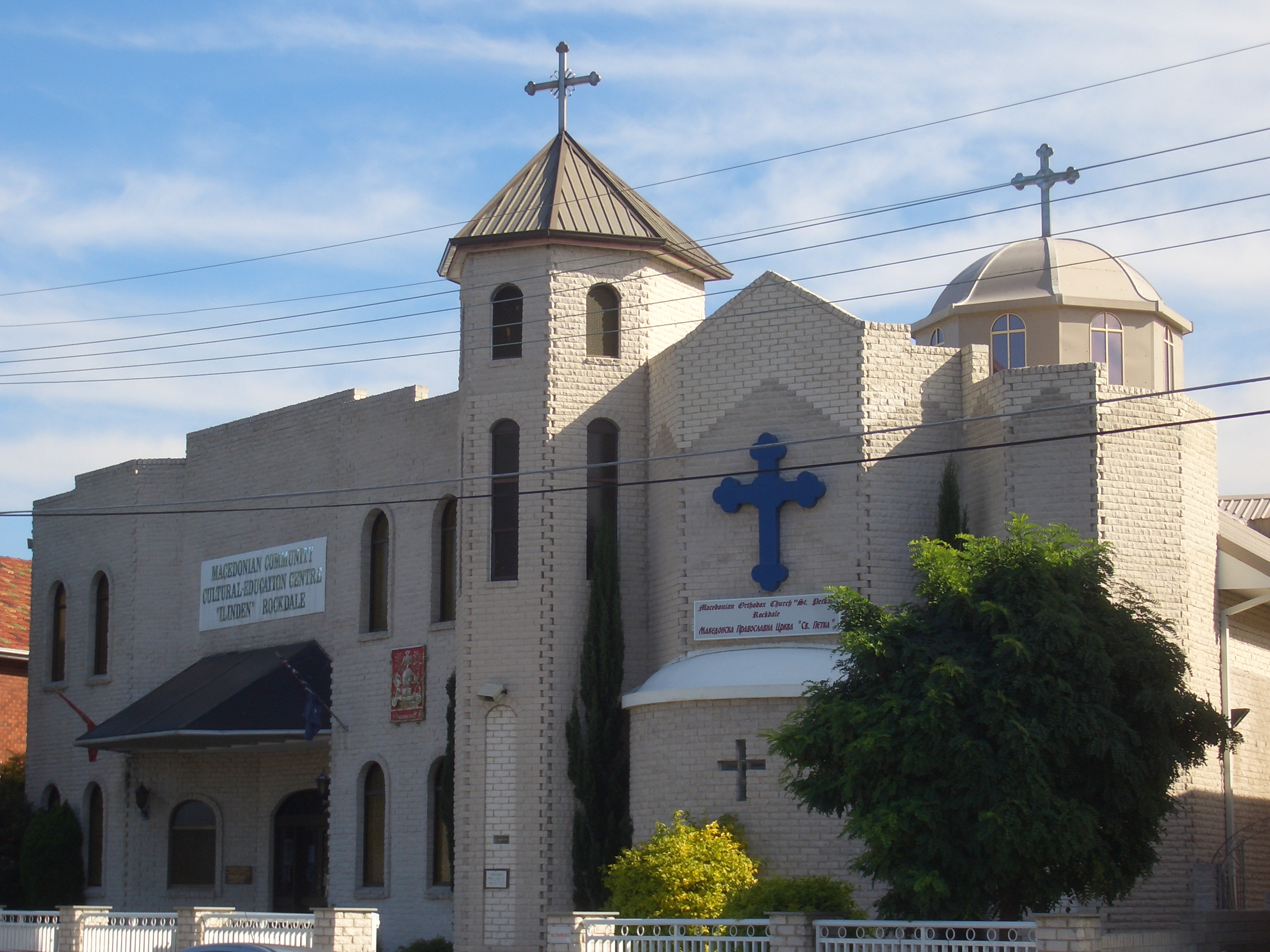
Świątynia Macedońskiej Cerkwi Prawosławnej